# NEWS 5 PLUS
『NEWS 5 PLUS』（ニュースファイブプラス）は、2011年4月4日から2013年12月27日までぎふチャンで放送されていた報道番組
である。

## 概要
2011年4月1日までは17時台に『ぎふチャンNEWS FIVE』が、18時台に『ぎふチャン情報FRESH!』が放送されていたが、これを統合し、放送時間も以前（『ぎふチャンワイド タワー43』）の17時台に戻した。また、2011年9月まではテレビ東京制作の『NEWS FINE』を内包していた。
2011年10月1日からは土曜日・日曜日 17:00 - 17:15にも放送。同時に、テレビ東京からの週末の夕方ニュース枠のネット受けも終了した。平日の放送も17:00 - 18:15に変更された。さらに、2012年4月2日からは平日の放送が17:00 - 18:00を第1部、18:15 - 18:30を第2部として放送する2部制に変更された。
2013年12月22日に土・日版の放送が終了、12月27日に平日版の放送が終了。2014年1月6日からは後継番組である『Station!』が開始された。

## 放送時間
- 月曜日 - 金曜日 17:00 - 18:00 （第1部）、18:15 - 18:30 （第2部）
- 土曜日・日曜日 17:00 - 17:15

## 司会

### 第1部・キャスター
月曜日・火曜日
- 渡邉晴子（ぎふチャンアナウンサー）
- 安井怜介（ぎふチャンアナウンサー）

水曜日 - 金曜日
- 尾藤すみれ（ぎふチャンアナウンサー）
- 吉岡伸剛（ぎふチャンアナウンサー）

情報コーナー
- 浅井美幸（岐阜放送アナウンサー）

正式なアナウンスは無いが、土曜日・日曜日には主に渡邉晴子が担当している。

### 第2部・キャスター
月曜日・火曜日
- 安井怜介（ぎふチャンアナウンサー）

水曜日・木曜日
- 吉岡伸剛（ぎふチャンアナウンサー）

金曜日
- 尾藤すみれ（ぎふチャンアナウンサー）

### 過去の出演者
- 瀬口拓朗（当時ぎふチャンアナウンサー）
- 加藤義久（ぎふチャンアナウンサー）
- 藤村恵理（当時ぎふチャンアナウンサー）

## 主な内容
- 16:50 オープニング、『NEWS FINE』飛び降り後に伝えるニュース項目（TOP NEWS）を一覧で紹介。
- 16:52 - 17:13 テレビ東京制作『NEWS FINE』
- TOP NEWS - 冒頭で予告されたニュース→それ以外のニュースを伝える。また、ニューステロップのデザインが異なっている。
- ぎふNEWS LINEUP - その他のニュースを短く、一覧で伝える。
- 天気予報
- 新聞読み解き! - 岐阜新聞の記事から担当者が解説をする。かつての「記者の目」と内容な同じで、岐阜新聞本社又はひだ高山総務局と中継を結ぶ。
- ぎふ!今!人 IMAGIN!
  - 月曜日 ぎふSPO! - 岐阜県内のスポーツニュース。
  - 火曜日 ぎふパーソン - 様々な分野で活躍する人、団体を紹介。
  - 水曜日 報道特集、情報ボックス
  - 木曜日 ぐるりぎふ 飛騨だより - 飛騨からの旬の情報を高山総務局より伝える、東濃リレーインタビュー。
- 天気予報
- 日替わり企画
  - 月曜日
    - SKE48の岐阜県だって地元ですっ![注釈 1] - 岐阜県のスポットを訪れ、地元岐阜の魅力を再発見する。SKE48の岐阜県出身メンバー3人が出演。出演：加藤るみ・岩永亞美・山田澪花。
    - ぎふの味力 - 岐阜の味の魅力を紹介。担当：藤村恵理。
    - ぎふ海流 - 岐阜新聞朝刊に掲載されていたものを、岐阜放送アナウンサーによる朗読で伝える。

  - 火曜日 マーゴはなマルインフォメーション、エンタメ情報
  - 水曜日 証券あれこれ、ゆっこの柳ケ瀬ゆっこ～!（第2・4週）
  - 木曜日 のの花ガール、ぎふ県だより、ぎふビジネスフューチャー、あなたのこころは元気ですか?、飛騨國テレビ
  - 金曜日 日本まんなか直送便、ワクワクマーサ、元気!笑顔!ナースステーション
- 岐阜県内のニュース
- 明日（金曜日には次週月曜日）の岐阜県内の予定を紹介、明日の予定
- エンディング（月曜日にはこの後に「チャコ先生の健康のツボ」がある）